# Kane & Lynch: Dead Men
Kane & Lynch: Dead Men er et samarbejdsbaseret action-computerspil udviklet af danske IO Interactive, og udgivet af Eidos Interactive til Xbox 360, PlayStation 3 og Windows. Spillet afbilder en voldelig og kaotisk rejse af to mænd – en bristet lejesoldat og en medicineret psykopat – og deres brutale attituder mod det rigtige og forkerte. Det er blevet bekræftet, at filmstudiet Lionsgate har købt rettighederne til filmudgaven.